# Saissetia nigrella
Saissetia nigrella är en insektsart som beskrevs av King 1902. Saissetia nigrella ingår i släktet Saissetia och familjen skålsköldlöss. Inga underarter finns listade i Catalogue of Life.